# Zespół kościoła Narodzenia Najświętszej Maryi Panny w Minodze
Zespół kościoła Narodzenia Najświętszej Maryi Panny w Minodze – zabytkowy, rzymskokatolicki kościół parafialny Narodzenia NMP znajdujący się w Minodze, w powiecie krakowskim.
Zespół zabytkowych obiektów, w skład którego wchodzą: kościół, dzwonnica oraz ogrodzenie, wpisany został do rejestru zabytków nieruchomych województwa małopolskiego.

## Historia
W II połowie XV wieku istniał tutaj kościół drewniany, który spalił się w 1726 roku .
W XVIII wieku do parafii pw. Narodzenia NMP w Minodze należeli wierni Kościoła Katolickiego z Rzeplina, Sobiesęka oraz Sułkowic.
Budynek murowany z cegły i kamienia, zbudowany w latach 1733–1736 z fundacji Antoniego Felicjana Szembeka w miejscu starszego.
W 1740 roku kościół  konsekrował bp Michał Ignacy Kunicki. W czasie pożaru 3 września 1918 roku spłonęło wyposażenie wnętrza .

## Architektura
Obiekt późnobarokowy, orientowany, jednonawowy, prezbiterium niewyodrębnione, zakończone półkolistą apsydą. Nawa czteroprzęsłowa, zbudowana na planie prostokąta nakryta sklepieniem kolebkowym z lunetami wspartym na kamiennych gurtach. Dach dwuspadowy kryty blachą z barokową sygnaturką.
Od zachodu szeroka i wklęsła fasada, ...ujęta po bokach parą nieznacznie wysuniętych wież, o najwyższych kondygnacjach wydzielonych silnie występującymi gzymsami, nakrytych spłaszczonymi hełmami przechodzącymi w smukłe latarnie nakryte baniasto...(zobacz).
W 1887 roku po południowej stronie dobudowano półkolistą kruchtę i skarbczyk a w 1893 po północnej, trójprzęsłową kaplicę nakrytą sklepieniem kolebkowym, tworzącą nawę boczną. W latach 70. XX wieku pomalowano wnętrze, prace konserwatorskie przeprowadzono w 1994 roku .

## Wyposażenie wnętrza
- ołtarz boczny manierystyczny z pocz. XVII wieku (pochodzi z Zadroża)[9];
- monstrancja regencyjna z 1. ćw. XVIII wieku z glorią podtrzymywaną przez figurkę św. zakonnika Franciszka lub Antoniego[10][11] ;
- barokowe ławki i konfesjonał[3] .